# Jeanne Mammen
Gertrud Johanna Mammen (Berlijn, 21 november 1890 – aldaar, 22 april 1976), voornamelijk bekend onder de naam Jeanne Mammen, was een Duitse kunstschilderes en illustrator. Mammen was actief als kunstenaar en ontwerper in de tijd van de Weimarrepubliek. Ze is vooral bekend om haar werken die het leven laten zien in de Weimarrepubliek en de rol van de vrouw daarin. Zij toont in haar werken vrouwen en de erbarmelijke omstandigheden waarin deze vrouwen zich konden verkeren. 

## Levensloop
Jeanne Mammen werd op 21 november 1890 geboren in Berlijn als dochter van de Duitse zakenman Gustav Oskar Mammen en zijn Nederlandse vrouw Ernestine Juliane Karoline del Haes. Jeanne Mammen was de jongste van hun vier kinderen. Gustav Mammen was een succesvolle zakenman waardoor het gezin zonder geldzorgen kon leven. Gustav Mammen nam het gezin uiteindelijk rond het begin van de twintigste eeuw mee naar Parijs. Hier zou het gezin Mammen tot het uitbreken van de Eerste Wereldoorlog verblijven. Het Duitse gezin werd als vijanden van de staat bestempeld door de Franse overheid. Hierdoor moesten zij Parijs verlaten.
Haar familie verhuisde naar Amsterdam, Jeanne Mammen zou echter de keuze maken om naar Berlijn te verhuizen met een van haar zussen. Hier was zij voor het eerst op haarzelf aangewezen. Ze werd deel van de arbeidersklasse en had het krap, hierdoor nam ze ieder baantje aan wat op haar pad kwam.
Rond de jaren twintig van de twintigste eeuw had Mammen haar plek in Berlijn gevonden en maakte ze werken voor filmstudio UFA, magazines en satirische tijdschriften zoals Uhu en Ulk. Daarnaast ontwierp zij kleding voor mode tijdschriften zoals Die Dame en Styl.
Nadat de Nationaalsocialistische Duitse Arbeiderspartij aan de macht kwam in Duitsland in 1933 werden veel tijdschriften waarvoor Mammen werkte, stopgezet. Zij ging verder door het leven als boekenverkoopster. Ze liep door de stad met een karretje met boeken om deze te verkopen. Mammen overleefde de oorlog door de nazi's voornamelijk te vermijden en in haar appartement te verblijven.

## Opleiding en carrière
Gustav en Ernestine Mammen hebben hun drie dochters naar een uitgebreide kunstopleiding gestuurd. Zo ook Jeanne Mammen. Zij zat tot 1906 op de middelbare school Lycée Molière. In 1906 zou zij haar studie voortzetten aan de kunstacademie Académie Julian. Deze keuze was logisch voor de Duitse omdat dit een van de weinige kunstacademies was die vrouwen toeliet. Om zichzelf verder ontwikkelen, vertrok Mammen in 1908 naar Brussel waar ze ging studeren aan de Académie Royale des Beaux-Arts. Na drie jaar zou Mammen verder gaan studeren in Rome aan de kunstacademie Scuola Libera Academica. Haar studie eindigde door het uitbreken van de Eerste Wereldoorlog.
Jeanne Mammen zou door de Société des Artistes Indépendants uitgenodigd worden om mee te exposeren in 1912 in Brussel. Een jaar later zou zij opnieuw meedoen met een expositie van de Société des Artistes Indépendants in Frankrijk.

## Kunst voor de Weimar Republiek
De kunst van Jeanne Mammen werd beïnvloed door verschillende heersende stijlen in Europa. Doordat zij veel reisde en had gestudeerd in verschillende grote steden in Europese landen werd ze in het begin van haar artistieke carrière beïnvloed door de stromingen van het symbolisme, art nouveau en het decadentisme. De stijl van art nouveau is terug te zien in veel van Mammen's vroegere werken. Art nouveau wordt gekenmerkt door invloeden van het katholicisme, de mystiek en sprookjesachtige patronen. 
Werken die zij maakte in de stijl van het symbolisme hadden vaak religieuze thema's en domigere taferelen. Zij maakte in deze periode haar meeste werken in waterverf. Daarnaast zijn vrouwen een doorlopend thema in haar werken. Zowel in haar vroegere kunstwerken als in haar latere werken. In tegenstelling tot veel kunstwerken van de stroming van het symbolisme beeldde Mammen de vrouwen in haar werken niet af als een Femme fatale.

## Kunst in de Weimarrepubliek
Nadat Mammen verhuisd was naar Berlijn voelde zich daar een vreemde, niet alleen door de taal barrière maar ook door de verandering van omgeving. Berlijn stond meer bekend als industriële stad dan als een culturele stad zoals Brussel of Parijs bekendstond in die tijd. In haar latere werken zou voornamelijk Berlijn de achtergrond zijn van haar werken.
Mammen woonde in armoede de eerste jaren in Berlijn. Dit is terug te zien in haar werk, zij werkt namelijk in grauwe kleuren zoals grijs, zwart en wit. De taferelen die zij afbeeldt, tonen vaak figuren die ook getroffen zijn door armoede. Voorbeelden hiervan zijn vermoeide arbeiders die terug komen van werk of een jong koppel wat voor een fabriek staat.
Door haar publicaties in meerdere tijdschriften en magazines genoot Mammen tot op een zekere hoogte een vorm van bekendheid. Mammen maakte werken die het typische moderne leven van Berlijn konden weergeven. Daarnaast legde zij in haar werken de focus op relaties tussen man en vrouw en de relaties van vrouwen onderling. Zo heeft zij ook illustraties gemaakt die het leven binnen de Berlijnse lesbische kroegen schetsen. Zij toonde taferelen van chique bars tot kroegen bedoeld voor de arbeidersklasse. 
In 1930 werd Mammen gevraagd om een serie van tien schilderijen te maken gebaseerd op de gedichten uit het boek Les Chansons de Bilitis, geschreven door Pierre Louys. Dit boek was een gedichtenbundel met gedichten over lesbische liefde. Mammen werd gevraagd de gedichten niet letterlijk te interpreteren. Door het aanbreken van de Tweede Wereldoorlog zijn een deel van de geïnspireerde illustraties verloren gegaan. Net zoals een ander groot deel van haar oeuvre.

## Kunst na de Weimarrepubliek
Onder het naziregime weigerde Mammen voor de Duitsers te werken. Zij bleef echter niet stil zitten en verzette zich tegen de NSDAP op haar eigen manier. Zij ging bijvoorbeeld naar een kunst avondklas, in plaats van het natekenen van het naaktmodel wat aanwezig was, ging zij haar klasgenoten tekenen. Deze werden met harde lijnen op papier gezet. Daarnaast ging zij ook de kunststijl van het kubisme doorgronden. Met deze stijlvorm zette Mammen zich scherp af tegen het naturalisme van het naziregime.
De periode in Berlijn na de overwinning van de geallieerden was turbulent en werd gekenmerkt door armoede en honger. Dit weerhield Mammen er echter niet van om kunst te maken. Zij ging de straten op en maakte kunst met wat zij op deze straten konden vinden.
Rond 1947 gingen musea en kunstgalerijen weer open en kon Mammen haar werk weer tonen. Echter bleef het niet bij musea, zij ging zich ook storten op de productie van een cabaretstuk samen met een groep kunstenaars.
Rond de jaren vijftig van de twintigste eeuw ging Mammen in olieverf werken, in deze stijl zou zij tot het einde van haar leven in 1976 blijven werken.

## Musea
- Berlinische Galerie[9]
- Harvard Art Museums[10]
- Des Moines Art Center
- Museum of Modern Art[11]
- Metropolitan Museum of Art
- Morgan Library & Museum[12]